# Peñarroya-Pueblonuevo
Peñarroya-Pueblonuevo là một thành phố tại tỉnh Córdoba, Tây Ban Nha. Theo điều tra dân số 2006 (INE), thành phố này có dân số là 12050 người.